# GitMind
O GitMind é um aplicativo de mapas mentais gratuito escrito em JavaScript. O GitMind foi lançado em 2019 pela WangXu Technology, de Hong Kong.
Ele possibilita a criação de Mapa mental, Fluxograma, Árvore de decisão, Organograma, UML, etc. O software é comumente usado em gestão de conhecimento, ata de reunião, gerenciamento de projetos e outras tarefas criativas. Além disso, o GitMind também é capaz de ler e importar arquivos do XMind.

## Funcionalidades
Alguns recursos úteis do GitMind:
- Modelos e estilos disponíveis
- Criar contornos
- Compartilhar com organizações e indivíduos por link privado
- Convidar colaboradores por link e e-mail
- Inserir ícones, imagens, hiperlinks e comentários sobre itens
- Exportar Mapas Mentais em formatos PNG, JPG, PDF e TXT.
- Personalizar a fonte, cor, forma e linha
- Recuperar versões anteriores[5]